# Małyszewka
Małyszewka (ros. Малышевка) – wieś (sieło) w Rosji, w obwodzie irkuckim, w rejonie ust-udińskim. W 2021 liczyła 662 mieszkańców.